# Вулиця Володимира Винниченка (Дніпро)

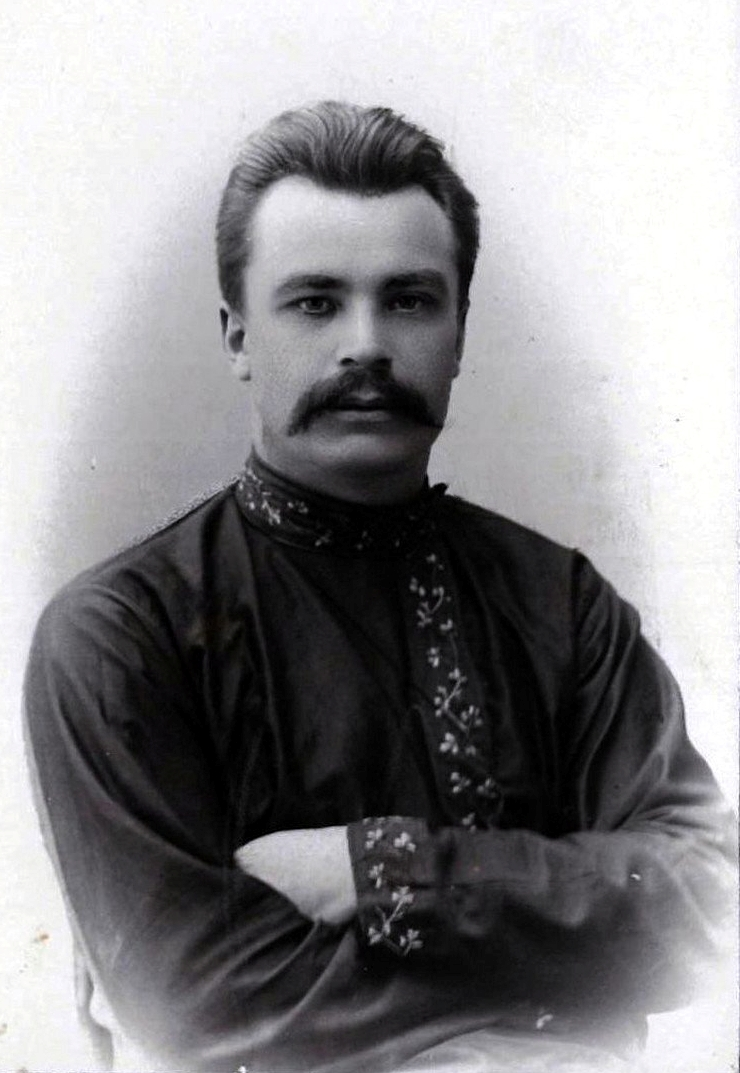
Володимир Винниченко

Вулиця Володимира Винниченка, Вулиця Винниченка — вулиця на (Соборній) Горі у Соборному районі міста Дніпро.
Вулиця пряма без похилу.
Довжина вулиці — 400 м.

## Історія
Стара катеринославська назва - Гімназична вулиця. На вулиці була розташована гімназія.

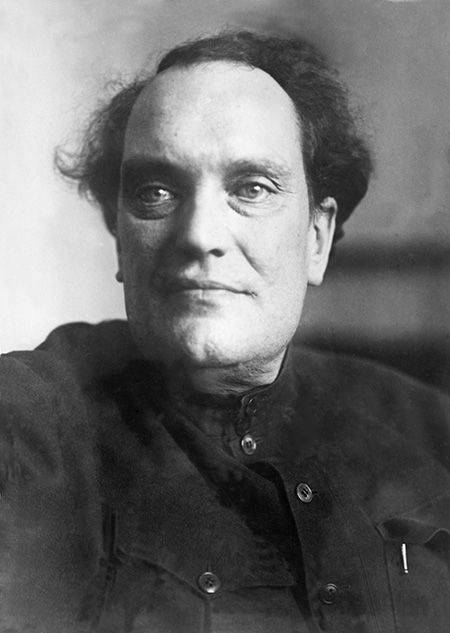
Валеріан Куйбишев

Більшовицька влада виконала перейменування на вулицю Куйбишева.. 
У зв'язку з декомунізацією перейменована на честь 1-го Голови Директорії УНР Володимира Винниченка.

## Перехресні вулиці
Вулиця Винниченка має продовження на іншій, південній стороні проспекту Яворницького вулицею Жуковського.
- проспект Яворницького,
- провулок Євгена Коновальця.

## Будівлі

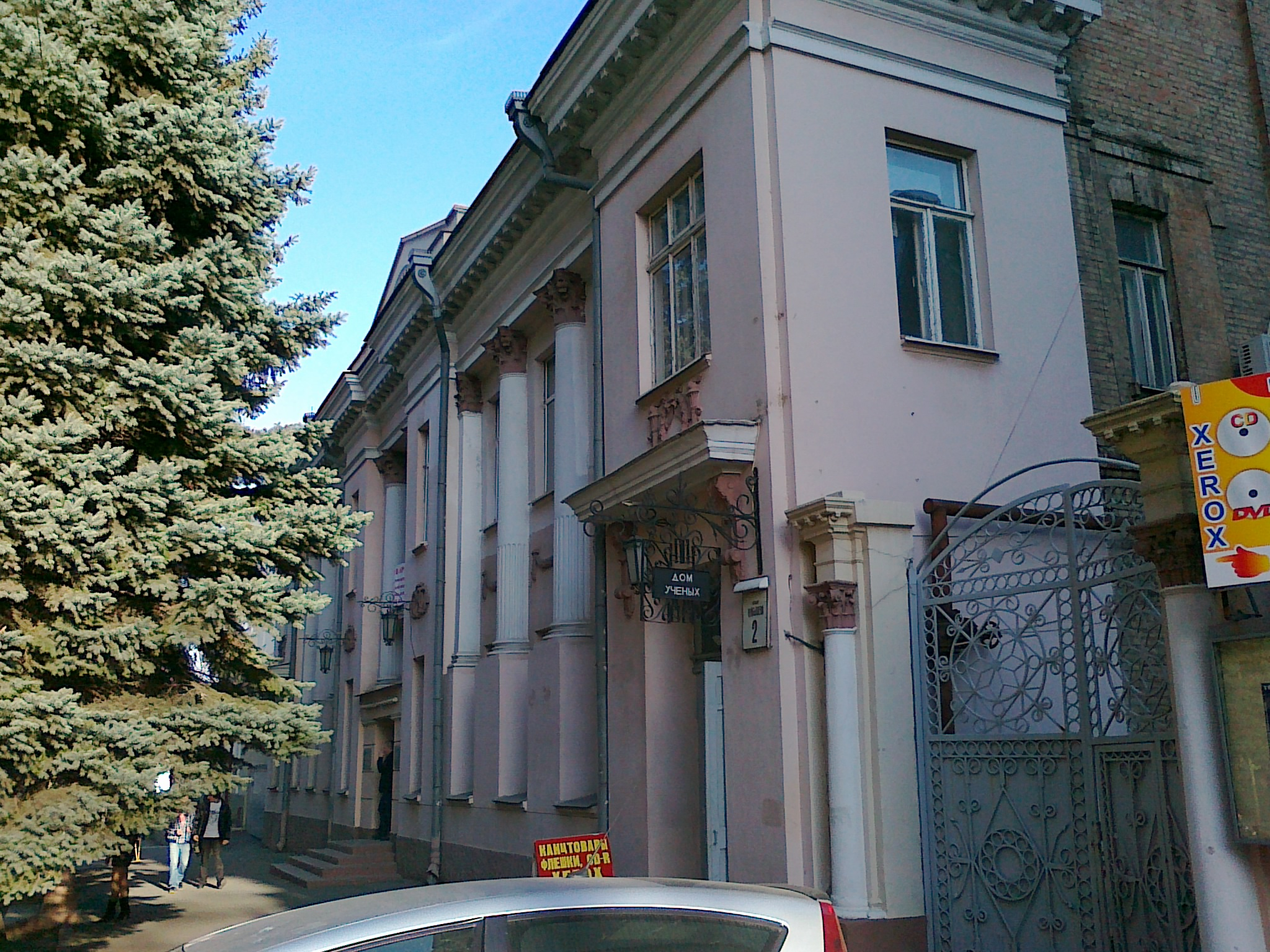
Будинок вчених на Винниченка, 2

- №1а - Господарський суд Дніпропетровської області; гуртожиток № 1 НМАУ;
- №2 - Будинок вчених;
- №4 - 6-ти поверховий житловий будинок партійно-господарського активу радянських часів; будинок у якому мешкав Леонід Кучма.